# (3345) Тарковский
(3345) Тарковский (лат. Tarkovskij) — типичный астероид главного пояса, открыт 23 декабря 1982 года советским астрономом Людмилой Карачкиной в Крымской астрофизической обсерватории и 31 мая 1988 года назван в честь советского режиссёра и сценариста Андрея Тарковского.

## Обнаружение и именование
(3345) Тарковский
Открыт 23 декабря 1982 года в Научном Л. Г. Карачкиной.
Назван в память о советском режиссёре театра и кино Андрее Арсеньевиче Тарковском (1932—1986).
Оригинальный текст (англ.)3345 Tarkovskij
Discovered 1982-12-23 by Karachkina, L. G. at Nauchnyj.
Named in memory of Andrej Arsen'evich Tarkovskij (1932—1986), Soviet theater and film producer.
Источники: DISCOVERY.DB; M.P.C. 13176.

## Орбита

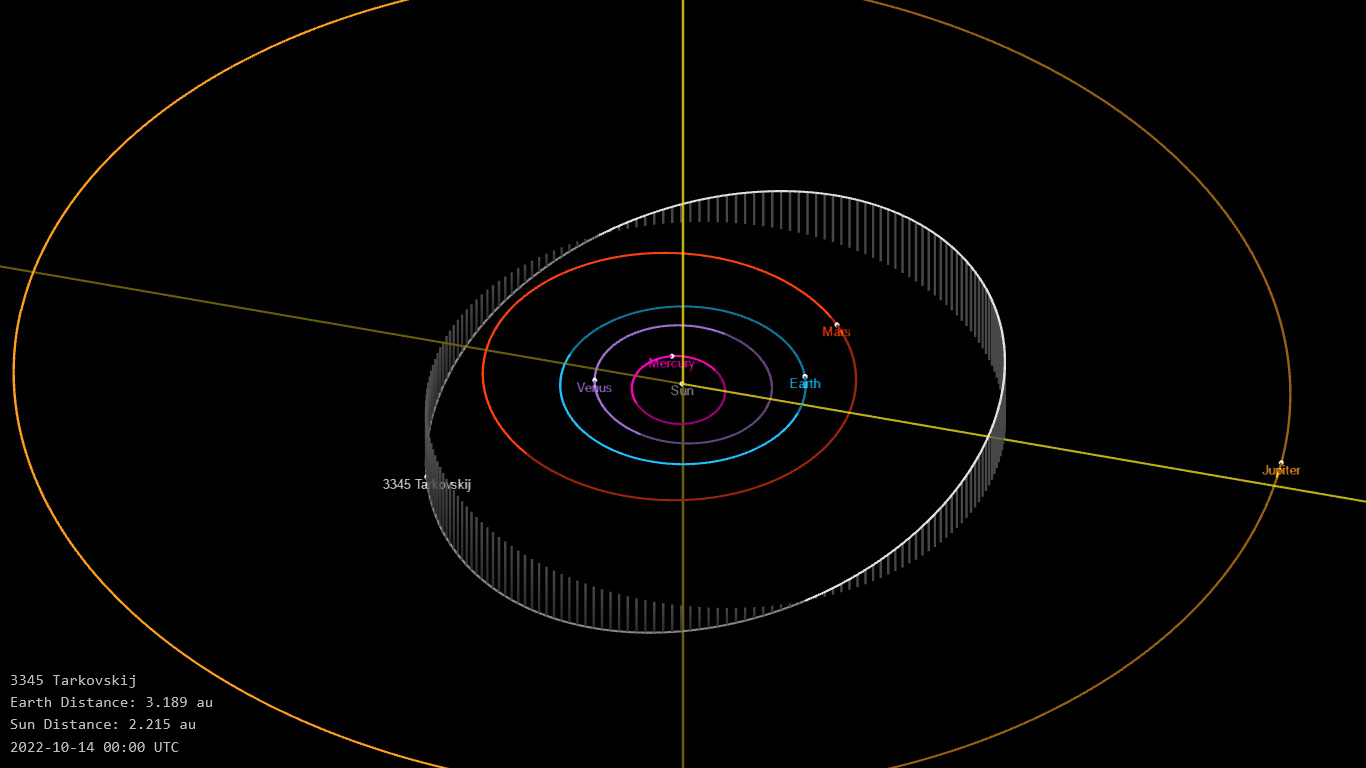
Орбита астероида Тарковский и его положение в Солнечной системе

## Физические характеристики
Из результатов второго этапа спектроскопической съёмки малых астероидов главного пояса (Small Main-belt Asteroid Spectroscopic Survey, SMASSII) следует, что астероид относится к таксономическому классу C.
По результатам наблюдений в инфракрасном диапазоне орбитальной обсерватории IRAS и спутника Akari и наблюдений в видимом и ближнем инфракрасном диапазоне космического телескопа NEOWISE диаметр астероида сначала оценивался равным 24,25±2,3 км, позже — 21,698±0,082 км, 21,02±0,28 км, 21,02±4,14 км, 22,50±4,28 км, 28,060±10,96 км, 24,51±5,30 км и 18,59±3,59 км, 28,74±8,17 км, 29,37±9,06 км и 22,38±7,28 км. Согласно тем же источникам альбедо оценивается как 0,0688±0,015, 0,0407±0,0043, 0,096±0,003, 0,05±0,02, 0,06±0,09, 0,0332±0,0434, 0,041±0,004, 0,036±0,017 и 0,048±0,025, 0,029±0,019, 0,032±0,024 и 0,039±0,042.